# روخلیو سالمونا

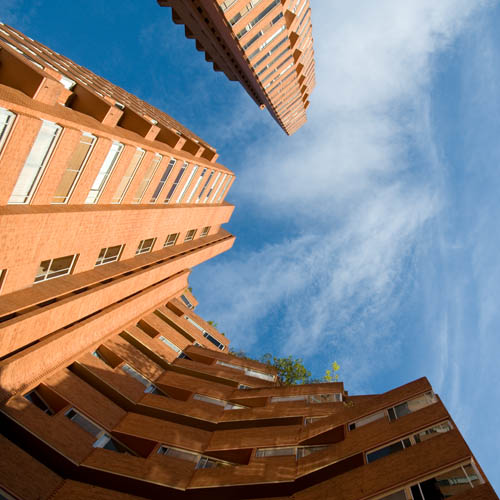
برج‌های پارک در بوگوتا

روخلیو سالمونا (به اسپانیایی: Rogelio Salmona) (زادهٔ ۲۸ آوریل ۱۹۲۹- درگذشتهٔ ۳ اکتبر ۲۰۰۷) معمار کلمبیایی و برندهٔ جوایزی چون مدال آلوار آلتو در حوزهٔ معماری است.
عمده شهرت او به سبب استفادهٔ گسترده از آجر قرمز و اشکال طبیعی مانند مارپیچ و منحنی در طراحی‌های خود است. آثار او نمایانگر معماری کلمبیا در پایان قرن بیستم است.